# Doutzen Kroes
Doutzen Kroes (Gytsjerk, 23 gennaio 1985) è una supermodella e attrice olandese.

## Biografia
Kroes è apparsa sulle copertine di Time, Vogue, Harper's Bazaar e Numéro: è una delle modelle più presenti nei cataloghi di Victoria's Secret, oltre ad aver sfilato per la nota casa di biancheria intima. Le campagne pubblicitarie in cui la modella è apparsa, includono quelle di Blumarine, Gucci, Tommy Hilfiger, Escada, Dolce & Gabbana, Valentino, Versace e Neiman Marcus. Nell'agosto 2005 è stata scelta come testimonial per il profumo Eternity di Calvin Klein, prendendo il posto dell'attrice Scarlett Johansson, e nell'aprile 2006 ha firmato un contratto di tre anni con la L'Oréal Elvive, in cui compare al fianco di Eva Longoria e Kerry Washington.
Nel 2005 Kroes è stata nominata "modella dell'anno" dai lettori della rivista Vogue, ed è comparsa sulla copertina del maggio 2007 insieme alle colleghe Hilary Rhoda, Caroline Trentini, Raquel Zimmermann, Sasha Pivovarova, Agyness Deyn, Coco Rocha, Jessica Stam, Chanel Iman, e Lily Donaldson, elette come nuova generazione di supermodel. Insieme ad alcune delle già citate colleghe, la Kroes ha posato anche per il calendario Pirelli del 2008. Nello stesso anno riceve una statua di cera che la raffigura al museo di Madame Tussauds, ad Amsterdam.

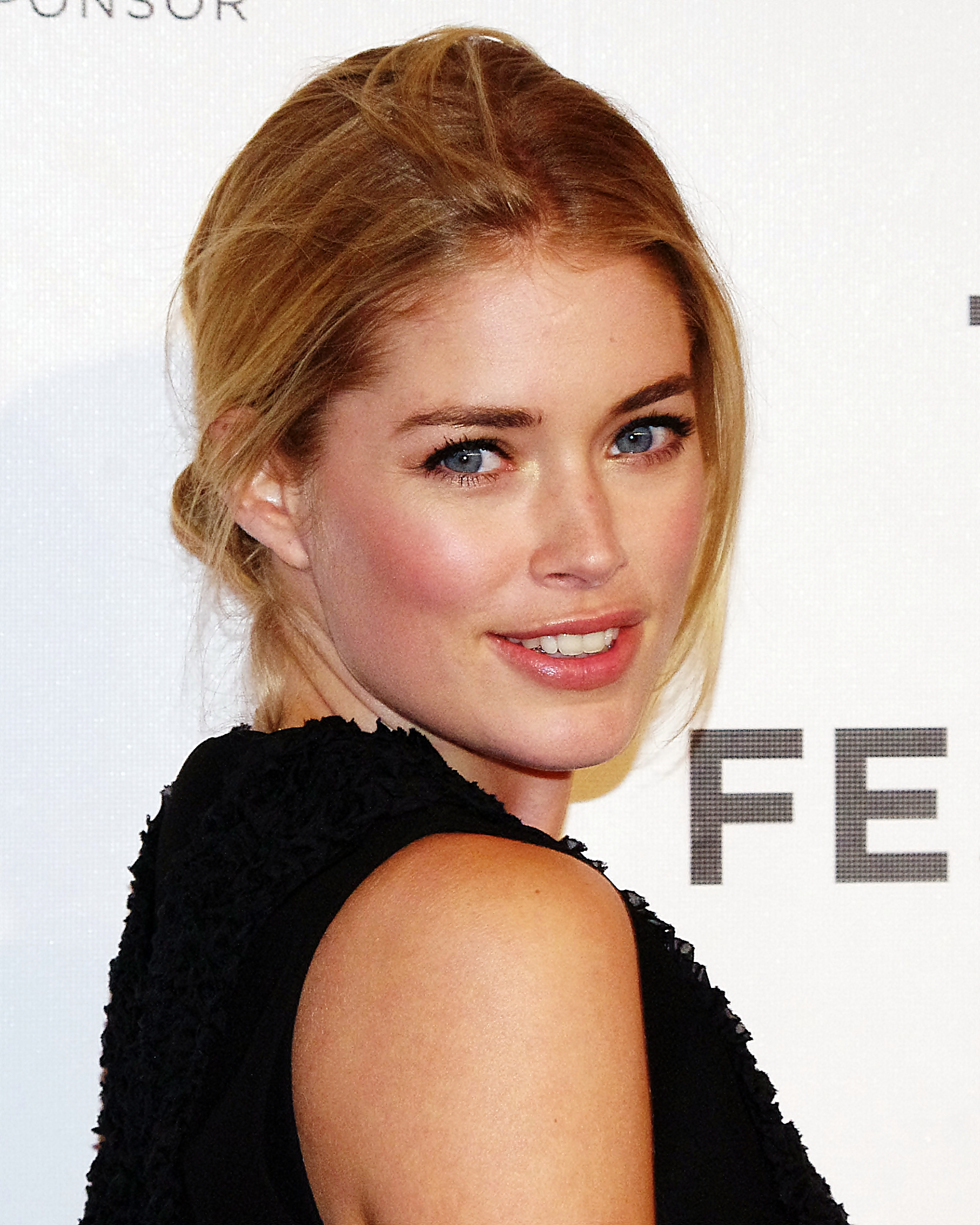
Doutzen Kroes nel 2012

Nel 2006 Omrop Fryslân ha girato un documentario sulla vita della Kroes che ha vinto il premio NL-Award come miglior documentario regionale. Nel luglio 2007, con un guadagno stimato intorno a un milione e mezzo di dollari annuali, la rivista Forbes ha nominato la Kroes come una delle quindici modelle più pagate al mondo. Nell'aprile 2008, Doutzen Kroes è salita fino alla quinta posizione, con un guadagno stimato intorno ai sei milioni di dollari annui, posizione confermata anche nel 2009, 2010 e 2012. Nel 2014 la vediamo seconda classificata insieme a Adriana Lima con un guadagno di circa 8 milioni di dollari.
Nel 2009 è testimonial delle borse primavera/estate con Gabriel Aubry e del profumo Eternity di Calvin Klein. Nel 2010 è protagonista della campagna pubblicitaria Blumarine primavera/estate. Nel mese di febbraio sfila per Prada accanto a Lara Stone e Miranda Kerr. Per questa sfilata il marchio di moda è stato elogiato da diverse riviste per l'utilizzo di modelle non troppo magre, ma con curve che esaltano la silhouette femminile, come la Kroes. L'anno successivo, nel 2011, è la protagonista femminile del film Nova Zembla primo film olandese in 3D, in cui interpreta il ruolo di Catharina Plancius.
Nel 2013 e uno dei volti della campagna miu miu primavera/estate insieme, tra le altre, ad Adriana Lima e Arizona Muse, e delle campagne di Bruno Magli, H&M estate e Tiffany & Co. Inoltre viene scelta come testimonial per il lancio del nuovo Galaxy S4 mini, e come protagonista della campagna autunno 2013 di Emilio Pucci. Nel mese di settembre segna un record apparendo ben quattro volte sulla rivista Vogue per le edizioni italiana, spagnola, cinese e olandese, record superato nel settembre 2017 da Bella Hadid con 5 copertine.
Nel 2014 viene scelta da Calvin Klein come testimonial della nuova fragranza Reveal accanto all'attore Charlie Hunnam. Nel 2015 è protagonista della campagna summer di H&M, realizzata dal fotografo Lachlan Bailey, accanto alle modelle Natasha Poly, Adriana Lima e Joan Smalls, e viene inserita dalla rivista Forbes al 4º posto fra le modelle più pagate, con un guadagno di 7.5 milioni.
Nel 2016 è protagonista della campagna pubblicitaria primavera/estate di Mugler, mentre nel mese di febbraio appare sulla cover dell'edizione giapponese di Vogue. Nell'agosto dello stesso anno viene inserita, dalla rivista Forbes, al nono posto fra le modelle più pagate, con un guadagno di 5 milioni di dollari, ex aequo con le modelle Alessandra Ambrosio e Kate Moss. Nel mese di settembre viene scelta dal brand di intimo tedesco, Hunkemöller, come nuovo volto, sostituendo la modella olandese Sylvie Meis. Inoltre l'ufficio postale olandese rilascia una serie di dieci diversi francobolli con l'immagine della modella, le foto sono state realizzate dall'olandese Anton Corbijn.
Nel 2017 è testimonial, insieme alle modelle Isabeli Fontana e Natasha Poly, della compagna pubblicitaria primavera/estate di Balmain, inoltre nel mese di aprile appare sulla cover dell'edizione olandese di Vogue, per celebrare il quinto anniversario, insieme alla modella Lara Stone. Le modelle vengono immortalate dal fotografo Mario Testino completamente nude e abbracciate tra loro. Nello stesso anno è nel cast del film Wonder Woman, con protagonista Gal Gadot, dove interpreta il ruolo di Venelia. Ricopre il medesimo ruolo anche nella pellicola Justice League.
Nel gennaio 2018 viene annunciata come nuova ambasciatrice del brand di gioielleria Piaget. Inoltre viene nominata decima modella più pagata del 2018 con un guadagno di 8 milioni di dollari. Nel 2020 è sulla copertina di Vogue Japan.

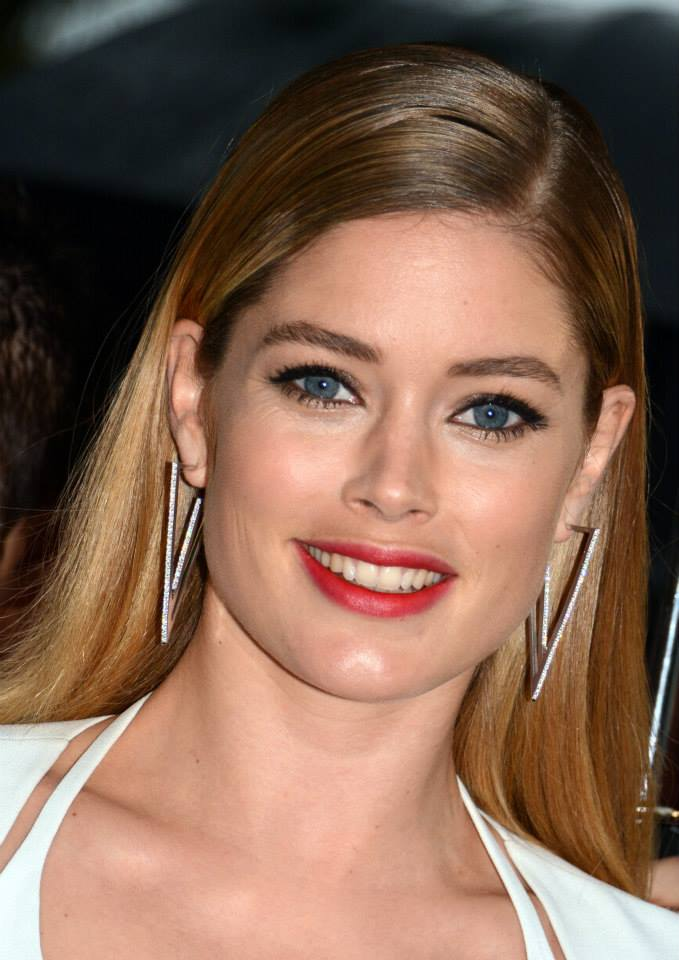
Doutzen Kroes a Cannes nel 2013.

### Victoria's secret
Nell'agosto del 2008 Victoria's Secret conferma a People che Doutzen Kroes è diventata ufficialmente una delle Victoria's Secret Angels. La sua prima campagna per Victoria's Secret è stata "Supermodel Obsession", insieme ad Adriana Lima. Oltre a essere protagonista di numerose campagne per la casa di moda, partecipa al Victoria's Secret Fashion Show nel 2005, 2006, 2008, 2009, 2011, 2012, 2013, 2014 e 2024, salta l'edizione del 2010 a causa della sua gravidanza. Il 2 dicembre 2014 partecipa allo show dopo 4 mesi dalla nascita della sua seconda figlia. Nel 2015 viene scelta dalla casa di moda per apparire nello spot trasmesso durante il Super Bowl accanto alle colleghe Behati Prinsloo, Adriana Lima, Lily Aldridge e Candice Swanepoel, ricreando proprio una partita di Football.
Nel dicembre del 2014 lascia il ruolo di Victoria's Secret Angel, dopo sei anni e mezzo, in cui ha partecipato a numerosi press tours e alle aperture dei nuovi stores, a causa di conflitti con altri impegni, mentre secondo altri è dovuto a problemi di remunerazione. Ha collaborato con la casa di moda dal 2005 al 2015.

## Vita privata
Il 7 novembre 2010 ha sposato, ad Amsterdam, il DJ Sunnery James. La coppia ha due figli, Phyllon Joy Gorré, nato il 21 gennaio 2011 e Myllena Mae, nata il 30 luglio 2014, entrambi ad Amsterdam.

## Agenzie
- DNA Models - New York
- Viva Model Management - Parigi, Londra, Barcellona
- Women Model Management- Milano
- Paparazzi Model Management - Amsterdam

## Filmografia

### Cinema
- Nova Zembla, regia di Reinout Oerlemans (2011)
- I Don’t Look Back, regia Barthélemy Grossmann (2015)
- Wonder Woman, regia di Patty Jenkins (2017)
- Justice League, regia di Zack Snyder (2017)
- Wonder Woman 1984, regia di Patty Jenkins (2020)
- Zack Snyder's Justice League, regia di Zack Snyder (2021)

## Campagne pubblicitarie
- Balmain P/E (2017)
- Blumarine P/E (2010)
- Bruno Magli P/E (2012)
- Calvin Klein Eternity Fragrance (2006-2009)
- Calvin Klein Reveal Fragrance (2014-2018)
- Calvin Klein Holiday (2008)
- Calvin Klein White label P/E (2008-2009) A/I (2008)
- C&A (2009)
- DeBeers P/E (2009)
- Dolce & Gabbana
- Emilio Pucci A/I (2013)
- Ermanno Scervino A/I (2019)
- Equipment A/I (2012)
- Escada
- Gucci (2009)
- H&M Summer (2013 e 2015)
- H&M Fall looks (2013)
- H&M Underwear A/I (2015)
- Holt Renfrew A/I (2019)
- Hunkemöller (2016-2018)
- L'Oreal (2006-2021)
- Massimo Dutti NYC Limited Edition P/E (2016)
- Mercedes Benz P/E (2016)
- Miu Miu P/E (2012)
- Miu Miu Resort (2018)
- Mugler P/E (2016)
- Neiman Marcus
- Piaget P/E (2018)
- Repeat Cashmere (2009-2011)(2013-2016)
- Samsung (2013-2015)
- Seven for All Mankind A/I (2008)
- St. John P/E (2019)
- Stuart Weitzman A/I (2018)
- Tommy Hilfiger
- Tiffany & Co. (2010-2013;2015-2016)
- Tiffany & Co. Holiday (2010;2012)
- Valentino
- Versace
- Victoria's Secret (2005-2015)
- Victoria's Secret Angels (2008-2014)
- Zara 50th Anniversary 50 Years 50 Icons (2025)